# Чемпіонат світу з хокею із шайбою 1949
Чемпіонат світу з хокею із шайбою 1949 — 16-й чемпіонат світу з хокею із шайбою, який проходив в період з 12 лютого по 20 лютого 1949 року. Матчі відбувались у Стокгольмі. 
У рамках чемпіонату світу пройшов 27-й чемпіонат Європи.

## Попередній раунд

### Група А
| 12 лютого 1949 | Стокгольм | Канада  | – | Данія   | 47:0 (13:0,16:0,18:0) |
| 13 лютого 1949 | Стокгольм | Канада  | – | Австрія | 7:0 (0:0,3:0,4:0)     |
| 14 лютого 1949 | Стокгольм | Австрія | – | Данія   | 25:1 (8:0,6:0,11:1)   |

Таблиця
| М | Команда | І | Пер | Н | Пор | Ш    | О |
| - | ------- | - | --- | - | --- | ---- | - |
| 1 | Канада  | 2 | 2   | 0 | 0   | 54:0 | 4 |
| 2 | Австрія | 2 | 1   | 0 | 1   | 25:8 | 2 |
| 3 | Данія   | 2 | 0   | 0 | 2   | 1:72 | 0 |

Скорочення: М = підсумкове місце, І = ігри, Пер = перемоги, Н = нічиї, Пор = поразки, Ш = закинуті та пропущені шайби, О = набрані очки

### Група В
| 12 лютого 1949 | Стокгольм | Норвегія  | – | Бельгія   | 2:0 (2:0,0:0,0:0)   |
| 12 лютого 1949 | Стокгольм | США       | – | Швейцарія | 12:5 (6:2,4:1,2:2)  |
| 13 лютого 1949 | Стокгольм | Швейцарія | – | Бельгія   | 18:2 (5:0,10:1,3:1) |
| 13 лютого 1949 | Стокгольм | США       | – | Норвегія  | 12:1 (7:1,3:0,2:0)  |
| 14 лютого 1949 | Стокгольм | Швейцарія | – | Норвегія  | 7:1 (4:1,3:0,0:0)   |
| 14 лютого 1949 | Стокгольм | США       | – | Бельгія   | 12:0 (4:0,5:0,3:0)  |

Таблиця
| М | Команда   | І | Пер | Н | Пор | Ш     | О |
| - | --------- | - | --- | - | --- | ----- | - |
| 1 | США       | 3 | 3   | 0 | 0   | 36:6  | 6 |
| 2 | Швейцарія | 3 | 2   | 0 | 1   | 30:15 | 4 |
| 3 | Норвегія  | 3 | 1   | 0 | 2   | 4:19  | 2 |
| 4 | Бельгія   | 3 | 0   | 0 | 3   | 2:32  | 0 |

Скорочення: М = підсумкове місце, І = ігри, Пер = перемоги, Н = нічиї, Пор = поразки, Ш = закинуті та пропущені шайби, О = набрані очки

### Група С
| 12 лютого 1949 | Стокгольм | Швеція         | – | Фінляндія      | 12:1 (2:0,3:0,7:1) |
| 13 лютого 1949 | Стокгольм | Швеція         | – | Чехословаччина | 4:2 (3:0,1:2,0:0)  |
| 14 лютого 1949 | Стокгольм | Чехословаччина | – | Фінляндія      | 19:2 (8:1,3:1,8:0) |

Таблиця
| М | Команда        | І | Пер | Н | Пор | Ш    | О |
| - | -------------- | - | --- | - | --- | ---- | - |
| 1 | Швеція         | 2 | 2   | 0 | 0   | 16:3 | 4 |
| 2 | Чехословаччина | 2 | 1   | 0 | 1   | 21:6 | 2 |
| 3 | Фінляндія      | 2 | 0   | 0 | 2   | 3:31 | 0 |

Скорочення: М = підсумкове місце, І = ігри, Пер = перемоги, Н = нічиї, Пор = поразки, Ш = закинуті та пропущені шайби, О = набрані очки

## Втішний раунд 7 - 10 місця
| 17 лютого 1949 | Стокгольм | Бельгія   | – | Данія    | 8:3 (2:1,4:2,2:0)                            |
| 17 лютого 1949 | Стокгольм | Фінляндія | – | Норвегія | 7:3 (4:3,2:0,1:0)                            |
| 18 лютого 1949 | Стокгольм | Фінляндія | – | Бельгія  | 17:2 (6:0,4:0,7:2)                           |
| 18 лютого 1949 | Стокгольм | Норвегія  | – | Данія    | 5:0 (данці відмовились від подальшої участі) |
| 19 лютого 1949 | Стокгольм | Фінляндія | – | Данія    | 5:0 (данці відмовились від подальшої участі) |
| 19 лютого 1949 | Стокгольм | Норвегія  | – | Бельгія  | 14:1 (5:0,6:0,3:1)                           |

Таблиця
| М  | Команда   | І | Пер | Н | Пор | Ш     | О |
| -- | --------- | - | --- | - | --- | ----- | - |
| 7  | Фінляндія | 3 | 3   | 0 | 0   | 29:5  | 6 |
| 8  | Норвегія  | 3 | 2   | 0 | 1   | 22:8  | 4 |
| 9  | Бельгія   | 3 | 1   | 0 | 2   | 11:34 | 2 |
| 10 | Данія     | 3 | 0   | 0 | 3   | 3:18  | 0 |

Скорочення: М = підсумкове місце, І = ігри, Пер = перемоги, Н = нічиї, Пор = поразки, Ш = закинуті та пропущені шайби, О = набрані очки

## Фінальний раунд
| 15 лютого 1949 | Стокгольм | Канада         | – | Чехословаччина | 2:3 (0:0,1:2,1:1)  |
| 15 лютого 1949 | Стокгольм | Швеція         | – | Австрія        | 18:0 (5:0,5:0,8:0) |
| 15 лютого 1949 | Стокгольм | США            | – | Швейцарія      | 4:5 (1:4,3:0,0:1)  |
|                |           |                |   |                |                    |
| 16 лютого 1949 | Стокгольм | Чехословаччина | – | Австрія        | 7:1 (4:0,2:0,1:1)  |
| 16 лютого 1949 | Стокгольм | Швеція         | – | Канада         | 2:2 (0:1,1:0,1:1)  |
|                |           |                |   |                |                    |
| 17 лютого 1949 | Стокгольм | Канада         | – | США            | 7:2 (2:0,1:2,4:0)  |
| 17 лютого 1949 | Стокгольм | Швеція         | – | Швейцарія      | 3:1 (0:0,2:1,1:0)  |
|                |           |                |   |                |                    |
| 18 лютого 1949 | Стокгольм | Чехословаччина | – | Швейцарія      | 8:1 (4:0,1:1,3:0)  |
| 18 лютого 1949 | Стокгольм | Канада         | – | Австрія        | 8:2 (3:0,3:1,2:1)  |
| 18 лютого 1949 | Стокгольм | Швеція         | – | США            | 3:6 (1:0,0:4,2:2)  |
|                |           |                |   |                |                    |
| 19 лютого 1949 | Стокгольм | Швейцарія      | – | Австрія        | 10:1 (4:0,3:1,3:0) |
| 19 лютого 1949 | Стокгольм | США            | – | Чехословаччина | 2:0 (0:0,1:0,1:0)  |
|                |           |                |   |                |                    |
| 20 лютого 1949 | Стокгольм | США            | – | Австрія        | 9:1 (0:1,3:0,6:0)  |
| 20 лютого 1949 | Стокгольм | Швеція         | – | Чехословаччина | 0:3 (0:0,0:2,0:1)  |
| 20 лютого 1949 | Стокгольм | Канада         | – | Швейцарія      | 1:1 (0:1,0:0,1:0)  |

Підсумкова таблиця
| М | Команда        | І | Пер | Н | Пор | Ш     | О |
| - | -------------- | - | --- | - | --- | ----- | - |
| 1 | Чехословаччина | 5 | 4   | 0 | 1   | 21:6  | 8 |
| 2 | Канада         | 5 | 2   | 2 | 1   | 20:10 | 6 |
| 3 | США            | 5 | 3   | 0 | 2   | 23:16 | 6 |
| 4 | Швеція         | 5 | 2   | 1 | 2   | 26:12 | 5 |
| 5 | Швейцарія      | 5 | 2   | 1 | 2   | 18:17 | 5 |
| 6 | Австрія        | 5 | 0   | 0 | 5   | 5:52  | 0 |

Скорочення: М = підсумкове місце, І = ігри, Пер = перемоги, Н = нічиї, Пор = поразки, Ш = закинуті та пропущені шайби, О = набрані очки
Склад чемпіонів: воротарі — Богуміл Модрий, Йозеф Їрка; захисники — Йозеф Троусілек, Пржемисл Гайний, Олдржих Нємець, Їржі Мацеліс, Франтішек Васовський; нападники — Вацлав Розіняк, Владімір Забродський, Станіслав Конопасек, Владімір Кобранов, Владімір Боузек, Августін Бубнік, Франтішек Мізера, Ченек Піча, Зденек Марек, Милослав Чароузд. Тренер — Антонін Водічка.

## Підсумкова таблиця чемпіонату Європи
|   | Чехословаччина |
|   | Швеція         |
|   | Швейцарія      |
| 4 | Австрія        |
| 5 | Фінляндія      |
| 6 | Норвегія       |
| 7 | Бельгія        |
| 8 | Данія          |